# FK Slivnisjki Geroj
FK Slivnisjki Geroj (Bulgaars: Футболен клуб Сливнишки герой) is een Bulgaarse voetbalclub uit de stad Slivnitsa, opgericht in 1923.
De club speelde van 1970 tot 1983 in de Bulgaarse tweede klasse. De club keerde nog eenmalig terug in 2011/12. 